# Азербејџан на Светском првенству у атлетици на отвореном 2015.
Азербејџан је учествовао на Светском првенству у атлетици на отвореном 2015. одржаном у Пекингу од 12. до 30. августа дванаести пут, односно учествовао је под данашњим именом на свим првенствима од 1993. до данас. Репрезентацију Азербејџан представљало је двоје атлетичара који су се такмичили у две дисциплине.
На овом првенству Азербејџан није освојио ниједну медаљу, нити је оборен неки рекорд.

## Учесници
| Дисциплина     | Спортисти       | Спортисти   |
| Дисциплина     | Мушкарци        | Жене        |
| -------------- | --------------- | ----------- |
| 5.000 м        | Хајле Ибрахимов | —           |
| Бацање кладива | —               | Хана Скидан |

## Резултати

### Мушкарци
| Атлетичар       | Дисциплина | Лични рекорд | Квалификације | Квалификације | Финале               | Финале       | Детаљи |
| Атлетичар       | Дисциплина | Лични рекорд | Резултат      | Место         | Резултат             | Место        | Детаљи |
| --------------- | ---------- | ------------ | ------------- | ------------- | -------------------- | ------------ | ------ |
| Хајле Ибрахимов | 5.000 м    | 13:09,17 НР  | 13:28,77      | 14. у гр. Б   | Није се квалификовао | 19 / 39 (41) |        |

### Жене
| Атлетичар   | Дисциплина     | Лични рекорд | Квалификације | Квалификације | Финале                | Финале       | Детаљи |
| Атлетичар   | Дисциплина     | Лични рекорд | Резултат      | Место         | Резултат              | Место        | Детаљи |
| ----------- | -------------- | ------------ | ------------- | ------------- | --------------------- | ------------ | ------ |
| Хана Скидан | Бацање кладива | 74,21 НР     | 66,91         | 12. у гр. Б   | Није се квалификовала | 23 / 30 (31) |        |